# Austroclitocybe
Austroclitocybe — рід грибів родини Tricholomataceae. Назва вперше опублікована 1972 року.

## Класифікація
До роду Austroclitocybe відносять 4 види:
- Austroclitocybe asterospora
- Austroclitocybe luscina
- Austroclitocybe orbiformis
- Austroclitocybe veronicae